# ماسوی پسته
ماسوی پسته (Stigmatomycosis) از بیماری‌های پسته است.
سن‌های زیان‌آور پسته که تاکنون در مناطق پسته‌کاری ایران شناسایی شده‌اند و به‌طورعمده متعلق به خانواده‌های سن‌های بدبو و سن‌های بذرخوار (Lygeidae) هستند، ناقل این بیماری می‌باشند.
بیماری ماسوی پسته اولین بار در سال ۱۳۴۳ از باغات استان کرمان گزارش شد. در اثر این بیماری ماده‌ای چسبناک و بی‌رنگ متمایل به سفید در بیت پوست استخوانی میوه و لپه‌های مغز دیده می‌شود. این ماده در مرحله‌ای که میئه از نظر رشد کامل شده است، سفید و نسبتاً سخت می‌باشد به همین دلیل این بیماری را ماسو می‌نامند.

## عامل بیماری و نحوه انتقال
طبق بررسی‌های به عمل آمده قارچ Nematospora coryli Peglion عامل بیماری می‌باشد که توسط خرطوم سن‌ها به دانه‌های پسته منتقل می‌شود.